# Bruno Schier
Bruno Schier (* 17. Februar 1902 in Hohenelbe, Böhmen; † 9. Februar 1984 in Münster, Westfalen) war ein deutschböhmischer bzw. sudetendeutscher Volkskundler und Slawist, der im Sinne der völkisch geprägten Ostforschung vor allem zu „Kontaktzonen“ deutscher und slawischer Siedlungsgebiete arbeitete. Er lehrte von 1934 bis 1945 als Professor für Deutsche Volkskunde an der Universität Leipzig sowie von 1951 bis 1971 als Professor für Deutsche und vergleichende Volkskunde an der Universität Münster.

## Frühes Leben und akademische Karriere bis 1945
Bruno Schier wuchs in Hohenelbe im Riesengebirge im mehrheitlich deutschsprachigen Teil Nordost-Böhmens auf, der bis 1918 zu Österreich-Ungarn und danach zur Tschechoslowakei gehörte. Dort absolvierte er eine Lehre als Wagner (Stellmacher) in der Werkstatt seines Vaters und schloss 1922 das Gymnasium ab. Anschließend studierte er Germanistik, Slawistik, Geschichte sowie Geographie an der Universität München und der Deutschen Universität Prag. Dort promovierte er 1926 mit einer Arbeit über das Siedlungswesen Nordböhmens zum Dr. phil. Schier war der von Adolf Hauffen begründeten „Prager Schule“ der Volkskunde zuzurechnen. Sein wichtigster akademischer Lehrer, der ihn auch in ideologischer Hinsicht prägte, war Erich Gierach. 1927 legte er zusätzlich das Lehramts-Staatsexamen in den Fächern Deutsch, Geschichte und Geographie ab.
Seit seiner Jugend in völkisch-deutschnationalen Organisationen aktiv, war Schier Gründungsmitglied des NS-Studentenbundes in Prag und trat 1927 der Deutschen Nationalsozialistischen Arbeiterpartei (DNSAP) in der Tschechoslowakei bei. Nach der Promotion war er wissenschaftlicher Assistent, zunächst bei der Anstalt für sudetendeutsche Heimatforschung in Reichenberg in Nordböhmen und dann von 1927 bis 1934 am Seminar für Deutsche Philologie der Deutschen Universität Prag. Dort habilitierte er sich 1931 mit der Schrift Hauslandschaften und Kulturbewegungen im östlichen Mitteleuropa und erhielt die Venia legendi für Ältere deutsche Sprache sowie Deutsche Volks- und Altertumskunde.
Nach Auflösung der DNSAP wurde er 1934 Mitglied der Sudetendeutschen Heimatfront (SHF) unter Konrad Henlein, die sich im Jahr darauf in Sudetendeutsche Partei (SdP) umbenannte. Als planmäßiger außerordentlicher Professor für Deutsche Volkskunde wurde er im selben Jahr an die Universität Leipzig berufen, wo er 1942 zum ordentlichen Professor aufstieg und bis 1945 lehrte. Seine wissenschaftliche Tätigkeit verband Schier mit dem politischen Engagement im NS-Staat: So war er ab 1934 Sachbearbeiter für Volkskunde im Stabsamt des Reichsbauernführers, im Amt Rosenberg und beim Reichsdozentenführer. Seine Mitgliedschaft in der SdP ließ er 1935 in eine der NSDAP überführen.
Zusätzlich zu seiner Lehrposition in Leipzig hatte Schier von 1940 bis 1943 eine Gastprofessur für Deutsche Philologie und Volkskunde an der Slowakischen Universität Bratislava (Preßburg). Im Slowakischen Staat unterstützte er den radikalen, nationalsozialistischen und pro-deutschen Flügel der Hlinka-Garde, der seine Ideen in der Zeitung Náš Boj publizierte und vom SS-Obersturmbannführer Viktor Nageler beraten wurde, mit dem Schier in engem Kontakt stand. Ebenfalls seit 1940 war er Leiter der Kommission für Volkskunde an der Sudetendeutschen Anstalt für Landes- und Volksforschung in Reichenberg. Von 1943 bis 1948 war er ordentliches Mitglied der Sächsischen Akademie der Wissenschaften (Philologisch-historische Klasse).

## Leben und Wirken nach 1945
Nach dem Ende des Zweiten Weltkriegs 1945 wurde er mit Aufhebung des Faches Volkskunde an der Universität Leipzig entlassen. Jedoch erhielt er 1947 einen Lehrauftrag für Westslawische Philologie an der Universität Halle (Saale). Von der Sowjetischen Besatzungszone wechselte er 1949 in die Bundesrepublik Deutschland, wo er ab Wintersemester 1949/50 eine Gastprofessur für Deutsche und vergleichende Volkskunde sowie Slawische Altertumskunde an der Universität Marburg hatte. Mit den Ostforschern Eugen Lemberg, Hermann Aubin, Josef Hanika, Kurt Oberdorffer und Wilhelm Weizsäcker stand er in wissenschaftlichem Informationsaustausch und war Mitbegründer im Johann Gottfried Herder-Forschungsrat in Marburg, der durch öffentliche Zuschüsse finanziert wurde. Dessen Kontinuitäten in der Methodik, den Biographien der Beteiligten und der Wortwahl in der Ostforschung vor und nach 1945 waren in den 1990er-Jahren erstmals Gegenstand eigener Forschungen.
Im Herbst 1951 erhielt Schier eine ordentliche Professur für Volkskunde an der Westfälischen Wilhelms-Universität in Münster, wo er bis zu seiner Emeritierung 1971 lehrte. Er war dort Direktor des volkskundlichen Seminars und von 1951 bis 1971 Vorsitzender der Volkskundlichen Kommission für Westfalen und für ostdeutsche Volkskunde in Kiel. Auch in dem neben dem Herder-Institut wichtigsten Verein für die Ostforschung, dem Collegium Carolinum, Forschungsstelle für die Geschichte der böhmischen Länder in München, war er von 1961 bis zu seinem Lebensende 1984 Mitglied. Ebenfalls in den 1950er Jahren konnte Schier die Volks- und Kulturbodenforschung und die sogenannte Hausforschung im Arbeitskreis für Hausforschung fortsetzen, die allgemein die wissenschaftliche Erforschung und Darstellung von Haus und Siedlung in Europa zum Thema hatte. Schier und seine Mitarbeiter versuchten nach 1945 eine Verbindung zwischen Rassenzugehörigkeit, Volkstum, Bauerntum und Hausformen wissenschaftlich nachzuweisen. Er wurde 1964 von Karl Brunne als Vorsitzender abgelöst und war wissenschaftlicher Beirat des Johannes-Künzing-Institutes für ostdeutsche Volkskunde in Freiburg im Breisgau.
Noch 1962 beschwor Schier im Jahrbuch des Collegium Carolinum das völkische Denken des Sudetendeutschen Erich Gierach und dessen politisch-wissenschaftlichen Kreises der Volkstumsbewegung. Kritiker halten Schier vor, dass für ihn die Wissenschaft ein Werkzeug für völkische Politik und Propaganda gewesen sei.

## Schriften

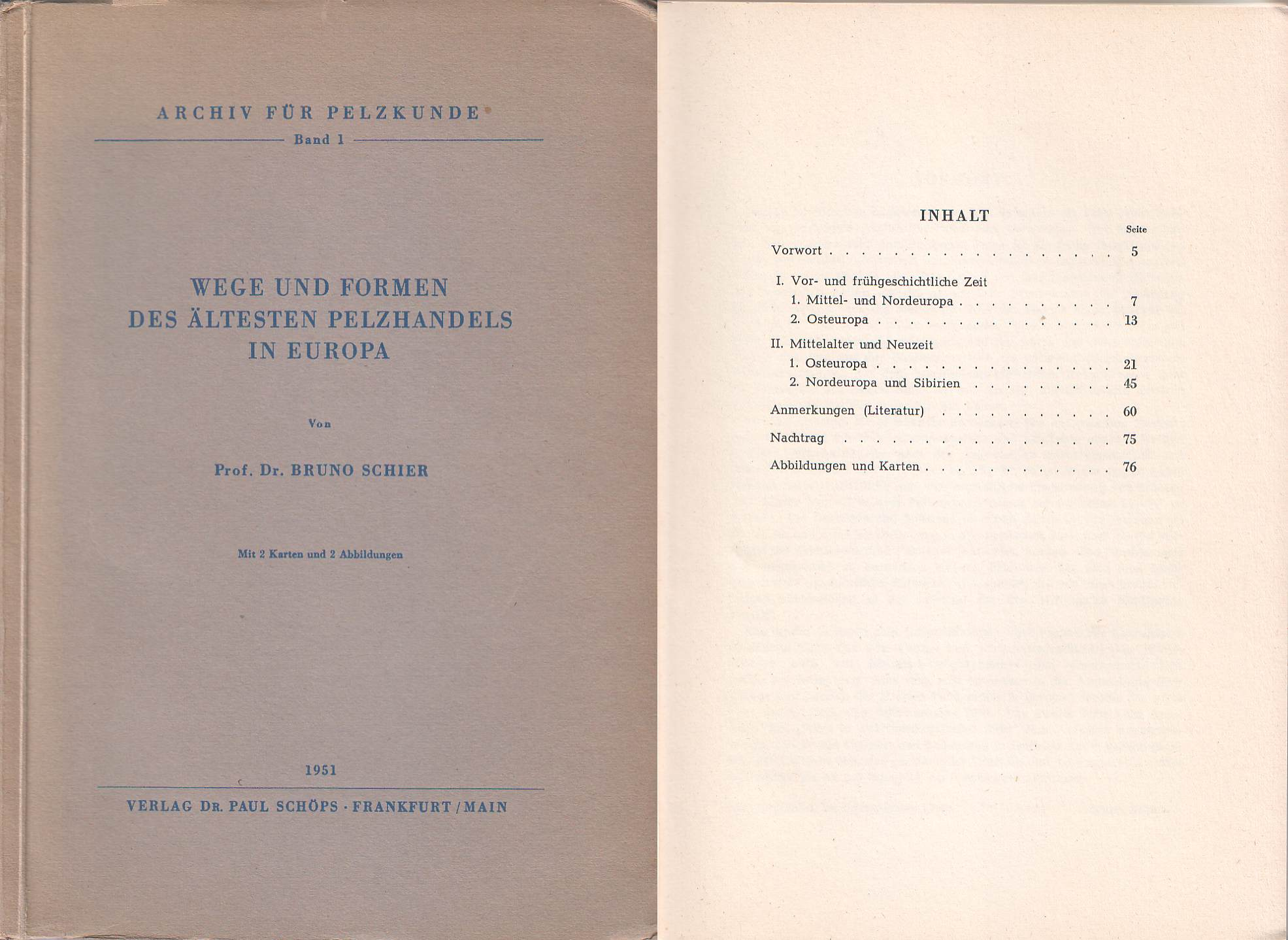
Inhaltsverzeichnis von Schiers Darstellung Wege und Formen des ältesten Pelzhandels in Europa.

- Zur Lösung der Speicherfrage. In: Ernst Bargheer, Herbert Freudenthal (Hg.): Volkskunde-Arbeit. Zielsetzung und Gehalte, Berlin: de Gruyter 1934, S. 133–157.
- Hauslandschaften und Kulturbewegungen im östlichen Mitteleuropa. 1939. Überarbeitete Neuauflage 1966.
- Bienenstand in Mitteleuropa. 1939.
- Germanisches Erbe in Siedlung und Hausbau. In: Ernst Otto Thiele (Bearb.): Das germanische Erbe in der deutschen Volkskultur. Die Vorträge des 1. Deutschen Volkskundetages zu Braunschweig, Herbst 1938, München: Hoheneichen 1939, S. 57–84.
- Auseinandersetzungen zwischen Deutschen und Slawen. 1938; erschienen in der Festschrift für John Meier, 1934.
- Die Hirtenspiele im Karpathenraum. 1943.
- Aufbau der slowakischen Volkskultur. 1943.
- West und Ost in den Volkskulturen Mitteleuropas. Landes- und volkskundliche Studien der deutsch-slawischen Kontaktzone für die Zeit vor und zwischen den Weltkriegen, 1989.
- Die Namen des Kürschners. Leipzig, Berlin 1949.
- Zur Geschichte des Wortes Rauchware. Berlin 1950.
- Wege und Formen des ältesten Pelzhandels in Europa. Frankfurt am Main 1951.
- Pelze in altertumskundlicher Sicht. Frankfurt am Main 1951.
- Das Flechten im Lichte der historischen Volkskunde. Frankfurt am Main 1951.
- Die Kunstblume von der Antike bis zur Gegenwart. Berlin Akademie Verlag 1957.
- Karl Rhamm 1842–1911 Wegbereiter der Kulturraumforschung. 1962.
- Die Friedländer Volkskunde. 1969 Neudruck der Ausgabe Friedland, Verlag des Friedländer Lehrervereins 1926–1927.
- Beiträge zur Besiedlungsgeschichte des Jeschken-Iser-Gaues. Schwäbisch Gmünd, Leutelt-Gesellschaft 1973.

## Herausgeber, bzw. Mitherausgeber
- Zeitschrift für deutsche Geistesgeschichte. 1938–1945.
- Deutsches Archiv für Landes- und Volksforschung. 1938–1945.
- Zeitschrift für Volkskunde. ab 1933.

## Ehrungen
- 1976 Bundesverdienstkreuz am Bande
- 1978 Kulturpreis Sudetendeutsche Landsmannschaft